# Polysyncraton pedunculatum
Polysyncraton pedunculatum är en sjöpungsart som beskrevs av Patricia Kott 2001. Polysyncraton pedunculatum ingår i släktet Polysyncraton och familjen Didemnidae. Inga underarter finns listade i Catalogue of Life.